# Công chúa Thiên Cực (nhà Lý)
Thiên Cực công chúa (chữ Hán: 天極公主) là một nhân vật lịch sử vào cuối thời nhà Lý trong lịch sử Việt Nam. Hành trạng của bà xuất hiện vào khoảng đầu thế kỉ 13 và được ghi lại trong Đại Việt sử lược.
Bà là nguyên nhân dẫn đến cái chết của hai quyền thần nhà Lý là Phạm Du và Tô Trung Từ trong giai đoạn nhà Lý đang suy vong, nhà Trần dần có mầm móng nổi lên.

## Cuộc đời
Không rõ tên thật của Thiên Cực công chúa và không rõ bà là con của vị vua nào của nhà Lý. Sách Đại Việt sử lược chỉ cho biết bà là vợ của Quan nội hầu Vương Thượng.
Vào khoảng niên hiệu Chính Long Bảo Ứng thứ 5 (1167), có một Thiên Cực công chúa đến Lạng Châu lấy Châu mục là Hoài Trung hầu, không rõ đây có phải là Thiên Cực công chúa này hay không, vì Quan nội hầu là một tước Hầu tước, hơn nữa về sau sử sách cho biết bà cùng chồng cũng có nhà ở Lạng Châu.
Vào lúc biết tin Thái tử Lý Sảm lập triều đình riêng và tự ý phong tước cho Trần Lý, Tô Trung Từ, Phạm Ngu..., Hoàng đế Lý Cao Tông ở Quy Hoá muốn đánh dẹp, bèn sai Phạm Du đi để liên lạc với họ Đoàn (Đoàn Thượng, Đoàn Văn Lôi) ở vùng Hồng Châu để đánh dẹp, vì họ cùng Phạm Du từng có kết giao. Họ Đoàn hẹn với Phạm Du cho thuyền đến đón ông.
Nhưng khi thuyền họ Đoàn tới chỗ hẹn, Phạm Du đang mải tư thông với bà:"...biết đã đến lúc dân ở vùng Hồng đi đón rước mà Phạm Du còn cùng với Công chúa Thiền Cực tư thông...". Thuyền họ Đoàn đợi mãi không thấy Phạm Du nên quay trở về. Phạm Du đến chỗ hẹn không có thuyền, phải tự kiếm thuyền đi gặp họ Đoàn. Nhưng khi tới Ma Lãng thì ông bị quân của hào trưởng Bắc Giang là Nguyễn Nậu và Nguyễn Nải đón bắt, mang về Hải Ấp nộp cho thái tử Sảm. Ông bị thái tử Sảm giết chết.
Không lâu sau phe họ Trần ủng hộ Thái tử Sảm thắng thế, dẹp được loạn Quách Bốc, vì Trần Lý đã mất nên em vợ là Tô Trung Từ nắm quyền điều hành triều đình. Tô Trung Từ lúc đó quyền khuynh thiên hạ, tôn thất nhà Lý đều hợp mưu diệt ông mà không thành.
Năm Tân Tỵ (1211), tháng 6, Tô Trung Từ ban đêm sang nhà ở Gia Lâm để cùng với Thiên Cực công chúa tư thông, thì Từ bị chồng của Công chúa làm Quan nội hầu là Vương Thượng giết chết. Theo luật pháp nhà Lý khi đó, nếu nam nữ tư thông mà bị bắt quả tang thì người chồng có thể giết tình địch mà không bị tội.
Sau đó, sách chỉ nói đến sự kiện nhà của bà ở Lạng Châu bị Đinh Khôi cướp bóc.